# 斯托克頓 (喬治亞州)
斯托克頓（英語：Stockton）是位於美國喬治亞州拉尼爾縣的一個非建制地區。該地的面積和人口皆未知。

## 地理
斯托克頓的座標為30°56′26″N 83°00′32″W / 30.94056°N 83.00889°W，而該地的平均海拔高度為58米（即190英尺）。